# مايكل لويت
مايكل لويت (بالإنجليزية:  Michael Levitt)‏ (مواليد 9 مايو 1947) هو عالم أمريكي بريطاني إسرائيلي في الفيزياء الحيوية وبروفسور في علم الأحياء الهيكلي في جامعة ستانفورد منذ عام 1987. يعمل في مجال أبحاث البيولوجيا الحاسوبية وهو عضو في الأكاديمية الوطنية للعلوم.
حصل لويت على جائزة نوبل في الكيمياء في العام 2013 بالمشاركة مع مارتين كاربلوس وأريه وارشيل على تطوير نماذج متعددة القياسات للأنظمة الكيميائية المعقدة.

## روابط خارجية
- مايكل لويت على موقع الموسوعة البريطانية (الإنجليزية)
- مايكل لويت على موقع مونزينجر (الألمانية)